# Мякинино (городской округ Клин)
Мякинино — деревня в Клинском районе Московской области, в составе Зубовского сельского поселения. Население — 24 человек (2010). До 2006 года Мякинино входило в состав Новощаповского сельского округа.
Деревня расположена в восточной части района, примерно в 8 км к востоку от райцентра Клин,, на безымянном левом притоке реки Лутосня (правый приток Сестры), высота центра над уровнем моря 171 м. Ближайшие населённые пункты — Меленки и Соколово на противоположном берегу ручья, Кленково на юге и Напругово на западе.

## Население
| 2002 | 2006 | 2010 |
| ---- | ---- | ---- |
| 20   | ↘11  | ↗24  |